# Panah Ali Khan
Panah Ali Khan Javanshir (1693 – 1759 ou 1763) fut le fondateur et le premier dirigeant du khanat du Karabakh sous suzeraineté perse.

## Ascendance
Panah Ali Khan était issu de la branche Sarijali du clan Javanshir, qui, avec son clan associé d'Otuz-Iki (qui signifie « trente-deux » en turc ), était depuis longtemps rival des Yirmi-Dört (qui signifie « vingt-quatre » en turc) et des Ziyadoghlu Qajars de Ganja, dont les chefs étaient les dirigeants officiels du Karabakh depuis l'époque safavide. Le nom de son père était Ibrahim Agha Javanshir, mais les informations sur sa descendance ultérieure sont embrouillées.
Selon Mirza Adigozal Bey, l'arrière-grand-père paternel et homonyme de Panah Ali, Panah Ali Bey, a servi au siège des gouverneurs (beglarbegs) de la province du Karabakh-Ganja au début du XVIIe siècle, à l'époque où la région était directement contrôlée par l'empire safavide d'Iran. Il s'est retiré et a épousé une femme du clan Javanshir du Karabakh dont il a eu un fils du nom d'Ali (surnommé Sarija Ali). Ils vivaient dans leur domaine situé à Arasbar (Arasbaran) mais possédaient également des terres à Tartar et sur les rives nord de la rivière Aras. Le domaine d'Arasbar a été reconstruit en château du vivant du fils de Sarija Ali, Ibrahim Khalil, et est connu depuis sous le nom d'Ibrahim Khalil Galasi (fort),.
Cependant, les informations susmentionnées sont contredites par différentes sources, notamment Mir Mehdi Khazani, qui nomme le grand-père de Panah Ali Khan Ibrahim Sultan (chef de la tribu c. 1672 ) et comme arrière-grand-père Budagh Sultan (chef de la tribu c. 1628). L'historien azerbaïdjanais EB Shukurzade propose Panah Ali Agha (I) comme son grand-père et Ibrahim Khalil Agha (I) comme son arrière-grand-père. Cependant, dans toutes les versions, son père est le même. Panah Ali a deux frères, l'aîné Fazl Ali Bey et le cadet Behbud Ali Bey.

## Enfance et jeunesse
Après le détrônement des Safavides en 1736 par Nader Shah, les propriétaires terriens de Ganja et du Karabakh (dont les Javanshirs) se rassemblent à Mughan et s'opposent au nouveau shah en convenant d'essayer de restaurer les Safavides sur le trône. Lorsque cette nouvelle parvient à Nader Shah, il ordonne que tous les propriétaires fonciers musulmans de la région et leurs familles soient déportés au Khorasan (nord-est de l'Iran ) en guise de punition. Panah Ali fait partie des déportés. Nader Shah garde Panah Ali avec lui en otage et fait du frère de Panah, Fazl Ali, son na'ib (« adjoint » ou « lieutenant ») et son ishik aghasi (« courtisan en chef » ou « chambellan »). Lorsque Fazl Ali est tué (au combat, selon Mirza Yusuf Nersesov), Panah lui succède à son poste . Après l'exécution de son frère Behbud Ali Bey c. 1744, Panah Ali Khan s'échappe et se cache de Nader Shah . Il aurait trouvé refuge dans les montagnes du Karabakh et auprès du sultan (gouverneur de district) de Qabala ou, selon une autre source, auprès des « Lezgins » de Jar-Balakan, d'où il effectue des raids et devient un chef populaire. Une tradition arménienne veut que Melik Allahghuli de Jraberd ait embauché Panah Ali comme collecteur d'impôts (darugha ) et l'ait protégé de Nader Shah. Selon Mirza Adigozal Bey, Nader Shah a envoyé des lettres aux khans locaux leur ordonnant d'appréhender Panah Ali, mais personne n'a été en mesure de le faire. Pendant ce temps, le pouvoir de Panah Ali ne cesse de croître. En juin 1747, Nader Shah est assassiné, après quoi Panah Ali se rend au Karabakh et se déclare khan. Il attaque les régions voisines, notamment Gandja et Nakhitchevan. De nombreuses tribus qui avaient été déportées du Karabakh reviennent et rejoignent Panah Ali, tout comme son fils Ibrahim Khalil . Il établit sa domination sur les tribus Otuz-Iki et Kebirlu en épousant la sœur du chef des Kebirlu. En 1748, le nouveau dirigeant de la Perse, Adil Shah, publie un firman (décret) reconnaissant Panah Ali comme Khan du Karabakh.

## Règne
L'assassinat d'Adil Shah en 1748 a laissé Panah Ali pratiquement indépendant. Il a fait campagne contre les cinq royaumes du Karabagh dans le cadre de son plan visant à consolider son pouvoir au Karabagh. Il forge une alliance avec le nouveau Melik de Varanda, Melik Shahnazar II, qui a tué son oncle ou frère aîné Hovsep et usurpé le pouvoir. La fille de Melik Shahnazar II, Hurizad, a épousé le fils de Panah Ali, Ibrahim Khalil, et le melik a juré fidélité au khan. Les autres meliks ont forgé une alliance et ont attaqué les terres de Shahnazar mais n'ont pas pu prendre sa forteresse à Avetaranots.

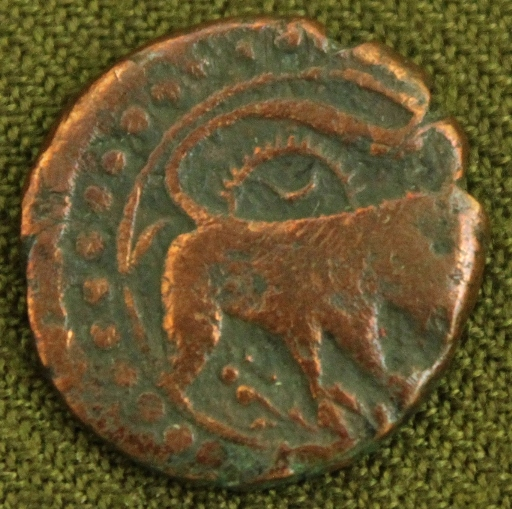
Pièce de monnaie frappée sous le règne de Panah Ali à Choucha

Profitant du vide du pouvoir dans la région, Panah Ali fait campagne à l'ouest et au sud contre les khanats de Nakhitchevan et de Karadagh, prenant Tatev et Sisian au premier et Bargushat, Meghri et Göynük au second. Il a également conquis Ghapan et Zangezur sur Ebrahim Afshar. Au nord, il soumet la tribu Kolani vivant sur les rives de la rivière Tartar. Il a également invité une partie de la tribu Kangarlu du Nakhitchevan ainsi que les tribus Damirchi Hasanlu et Jinli de Géorgie à s'installer sur son territoire. C'est également à cette époque que la forteresse de Bayat fut construite comme première résidence du khan. En peu de temps, des murs extérieurs sont construits, des fossés creusés et un bazar, des bains et une mosquée aménagés. Des artisans des environs sont réinstallés dans le château. De nombreux habitants de la région, en particulier les artisans du district de Tabriz et d'Ardabil, ont déménagé à la forteresse de Bayat avec leurs familles. Le pouvoir croissant de Panah Ali Khan s'est heurté à la résistance du Khanat de Ganja, du Khanat de Shaki et des autres Melikats du Karabakh, ainsi qu'aux branches rivales du clan Javanshir. La lutte entre le khan du Karabakh et Haji Chalabi Khan de Shaki, l'un des dirigeants les plus puissants du Caucase du Sud, a commencé la même année. Haji Chalabi Khan, souhaitant arrêter la croissance du pouvoir de Panah Ali Khan, s'allie avec Hajji Muhammad Ali Khan de Shirvan et encercle le château de Bayat. Les alliés ont tenté en vain de s'emparer de la capitale du khanat du Karabakh pendant un mois. Les khans de Shaki et de Shirvan se retirent, subissant d'énormes pertes et échouant dans leur mission. Hajji Chelebi Khan déclare : « Jusqu'à présent, Panah Khan était de l'argent brut qui n'était pas frappé. Nous sommes venus, l'avons frappé et sommes revenus ». Un autre historien du Karabakh au XIXe siècle, Mirza Yusuf, traduit la même phrase de cette manière : « Jusqu'à présent, Panah Khan n'était que de l'or, nous sommes venus et avons frappé une pièce avec cet or. » 
Panah Ali a été contraint d'abandonner Bayat et a construit le château de Shahbulag à la place. Profitant du vide du pouvoir en Perse, il agit également pour soumettre les régions voisines. Il s'en est pris à Nazarali Khan Shahsevan d'Ardabil en 1749 et l'a forcé à marier sa sœur Shahnisa à son propre fils Ibrahim Khalil et à accepter la vassalité. La même année, il attaque Shahverdi Khan de Ganja et le soumet, forçant la fille de Shahverdi, Tuti, à épouser également Ibrahim Khalil. Selon Mirza Adigozal Bey, il aurait également gardé ses fils en otage à Shahbulag. Cependant, l'émergence du nouveau seigneur de guerre Qajar, Muhammad Hasan Khan, a forcé Panah Ali à chercher une nouvelle forteresse. Sur les conseils de Melik Shahnazar II, il construit le château de Choucha en 1750-1751 et déplace sa capitale, installant ainsi une population semi-nomade dans les quartiers de la nouvelle ville.

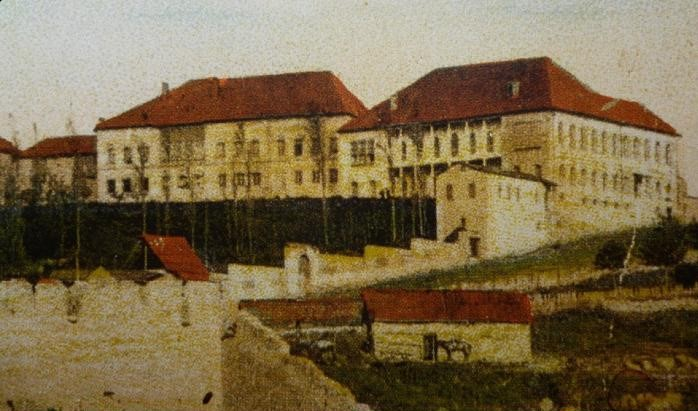
Palais des Khans du Karabakh au XIXe siècle

L'année suivante, en 1752, Teymuraz II de Kakhétie attaque Gandja et force Panah Ali à se retirer de la région. Teymuraz s'allie alors à Haji Chalabi de Chaki pour attaquer Djaro-Belokani, mais est trahi par ce dernier, qui bat l'armée géorgienne. Profitant de cette opportunité, Panah Ali s'allie à Shahverdi Khan de Ganja, Kazim Khan de Karadagh, Hasan Ali Khan d'Erivan, et Heydarqoli Khan de Nakhitchevan contre Haji Chalabi de Chaki la même année et invite Héraclius II de Géorgie dans leur alliance. Au cours des négociations près de Qızılqaya, les détachements géorgiens, cachés en embuscade, encerclent et capturent cinq khans ainsi que leur suite. Haji Chalabi, ayant appris la conspiration d'Héraclius II, rassemble une armée et poursuit Héraclius, l'attaque et le vainc durant la bataille de la rivière Aghstafa, après avoir libéré tous les khans capturés. Haji Chalabi envahit plus tard les possessions géorgiennes, où il s'empare des régions kazakhes et borchali, laissant son fils Agakishi bey comme vice-roi.

### Campagne contre les Melikats
Après son retour au Karabagh, Panah Khan commence sa campagne contre les principautés arméniennes restantes du Karabagh. Il s'allie avec le tanuter (chef) du village de Khndzristan, Mirzakhan, et lui promet la principauté de Khachen s'il tue Melik Allahverdi I Hasan-Jalalyan. Ayant accompli cette mission, Mirzakhan est nommé nouveau Melik de Khachen par Panah Ali en 1755. Peu de temps après, le Melik de Jraberd, Allahqoli Soltan, est également arrêté et décapité à Choucha. Panah Ali signe plus tard une paix séparée avec Yesayi, Melik de Dizak.
En 1757, Muhammad Hasan Khan arrive au Karabakh et rassemble ses troupes pour lutter contre Karim Khan Zand. Panah Ali refuse de rejoindre ses armées et combat les troupes de Qajar. Muhammad Hasan Khan part pour l'Iran et laisse ses canons dans la région, plus tard repris par Panah Ali. Cependant, il doit faire face à une autre invasion venue du sud, cette fois par Fath-Ali Khan Afshar, Khan d'Urmia, en 1759. Les meliks arméniens de Talish et Jraberd, Melik Hovsep et Melik Hatham (frère d'Allahqoli), respectivement, rejoignent Fath-Ali dans son siège de Choucha. Incapable de résister à l'assaut, Panah Ali se soumet à Fath Ali, livrant son fils Ibrahim Khalil comme otage. Cependant, Panah Ali a dû changer d'allégeance pour les Zands, qui ont capturé Ibrahim Khalil à Fath Ali après une bataille en 1760. Il laisse son fils Mehrali Bey Javanshir à la tête du khanat tandis qu'il part au combat contre Fath-Ali.

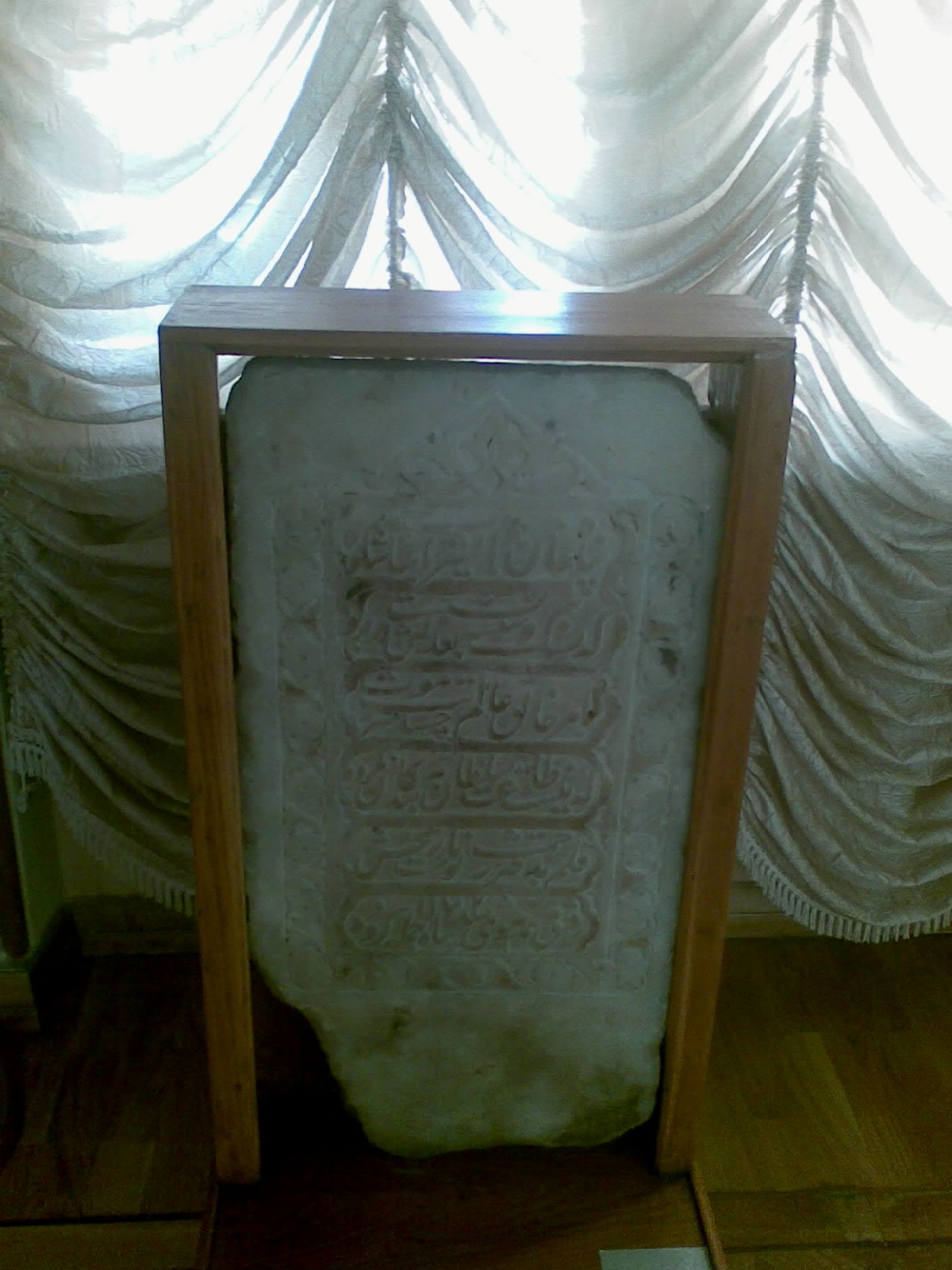
Pierre tombale de Panah Ali Khan

## Mort
Selon Mirza Adigozal Bey, lorsque Karim Khan Zand prend le contrôle d'une grande partie de l'Iran, il force Panah Khan à venir dans sa capitale, Shiraz, où il meurt en otage en 1763 (bien que, selon sa pierre tombale à Aghdam, il soit décédé en juillet-août 1759). Raffi et Mirza Yusuf Qarabaghi proposent une autre version de la mort de Panah Ali : il aurait simulé sa mort afin de s'échapper de Shiraz mais a été capturé, tué et son estomac a été rempli. Le fils de Panah Ali Khan, Ibrahim Khalil Khan, a été renvoyé au Karabakh en tant que gouverneur. Ibrahim, succédant à son père, non seulement règne sur la majeure partie du Karabakh, mais devient également l'un des principaux potentats du Caucase.

## Famille
Panah Ali est marié à une sœur de Hajji Sahliyali Bey du clan Kebirlu, entre autres épouses, et a plusieurs fils :
- Ibrahim Khalil Khan
- Mehrali Bey Javanshir
- Talibkhan Bey
- Kelbali Bey
- Aghasi Bey
- Alimadat Bey
- Nasir Bey
- Alipasha Bey